# Santiago Masarnau Fernández
Santiago de Masarnau y Fernández (Madrid, 10 de diciembre de 1805-Madrid, 14 de diciembre de 1882) fue un pianista, compositor y militante religioso católico español. Su aportación al desarrollo del piano romántico es básica para comprender la evolución del instrumento en España. Sus repetidas estancias en París y Londres le dieron la oportunidad de conocer el repertorio de las principales escuelas europeas y después introducir en España la línea más intimista del piano romántico.

## Biografía

### Familia y primera formación
Santiago de Masarnau nació en Madrid en 1805 en el seno de una familia bien relacionada con la aristocracia y la corte. Su padre, Santiago de Masarnau y Torres, era secretario al servicio del conde de Miranda en Córdoba cuando nació Santiago. Su primera formación musical se desarrolló entre Granada y Madrid; inició sus estudios musicales con el organista de la catedral de Granada José Rouré y Llamas y en Madrid con José Boxeras, José Nonó y Ángel Inzenga en piano y composición. La primera etapa de su formación musical está muy relacionada con el órgano ya que, con solo diez años, ejecutó ante Fernando VII y su corte un concierto al órgano en el Monasterio de El Escorial, interpretando sus propias composiciones dedicadas a la reina. El 20 de octubre de 1819 fue nombrado gentilhombre de Casa y Boca honorario de Fernando VII, con tan sólo catorce años.
La vida cortesana dependía del favor regio y después del Trienio Liberal (1820-1823), por una serie de malentendidos y sin causa alguna, el padre de Masarnau perdió sus privilegios como gentilhombre de la Casa Real y fue separado de su cargo. Esta separación de sus cargos, tanto del padre como del hijo, no les condujo al exilio, como erróneamente defendieron Esperanza y Sola o John Dowling, entre otros, quienes justificaban el primer viaje al extranjero de Santiago por el exilio que tuvo que padecer toda la familia tras la represión a los liberales de 1823. Lo desmienten Pedro de Madrazo y José María Quadrado, la fuente más autorizada sobre este punto, que dice tajantemente: 

Respetáronle las persecuciones, por más que no se le hiciese justicia; porque entre el extremo de emigrar y el de congraciarse con la tirantez de la situación, mantuviéronse en paz y sensato retraimiento muchos antiguos servidores, no tan raro como se juzga por el vulgar concepto que nos queda del temple de aquellos partidos y de la tolerancia de aquel gobierno.

Masarnau decidió viajar al extranjero para ampliar sus estudios y labrarse un porvenir de éxito. En junio de 1825 se marchó a París y con este viaje se inició la etapa más productiva en el campo musical que se extendió hasta finales de la década de 1840, cuando se dedicó por completo a la organización de las Conferencias de San Vicente de Paúl en España, una congregación laica cuya función era auxiliar a los pobres.

### Vida en el extranjero
El primer viaje se extendió de 1825 a 1829. En París pudo conocer por primera vez las obras de Weber, Hummel, Haydn, Beethoven y Mozart y asistir a estrenos de varias óperas. Poco a poco se fue integrando en el círculo musical de París, gracias a las reuniones o veladas musicales en las que también participaba y en las que conoció a José Melchor Gomis, con quien mantuvo una gran amistad durante toda su vida. 

Como no podía asistir a las clases de Monsigny, Gomis le recomendó que se fuera a Londres donde podría intentar estudiar con Cramer y triunfar como pianista. Masarnau adquirió un piano de la casa Broadwood, en el que practicaba entre seis y ocho horas diarias. Como no podía tomar clases de Cramer o Moscheles, iba a la clase de Schlesinger. Gracias a las cartas de recomendación de Gomis, Masarnau iba integrándose en el mundo musical londinense y adquiriendo prestigio.

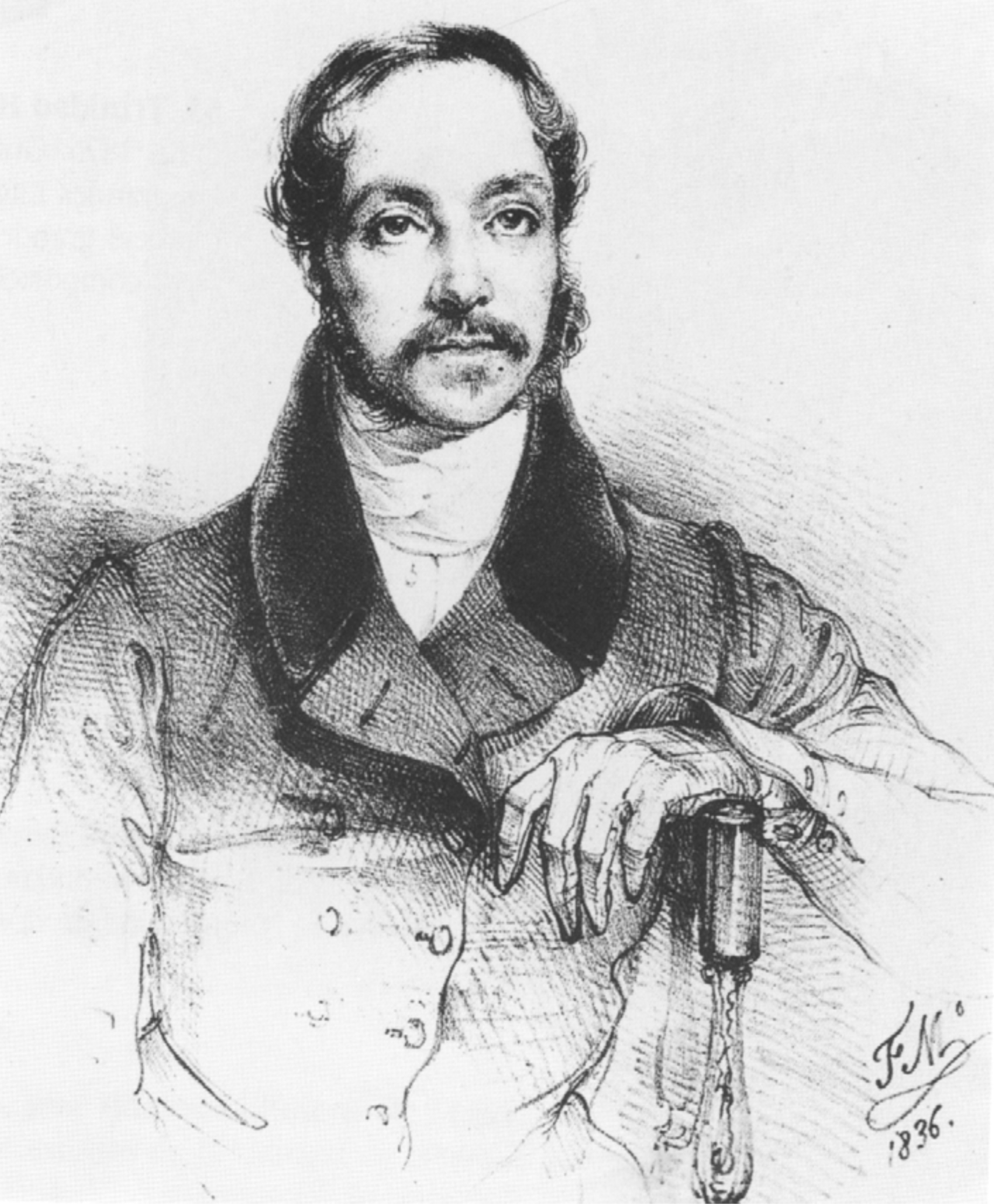
Santiago de Masarnau, por Federico de Madrazo (1836)

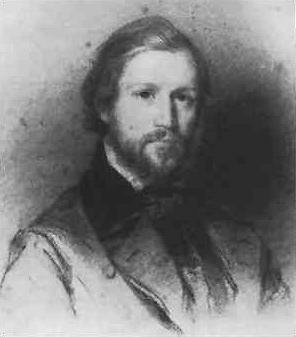
Charles-Valentin Alkan, amigo intimo de Masarnau.

Durante el año siguiente, el trío formado por Masarnau, Gomis y Laborde, participaba en los conciertos de las sociedades privadas cada día con más renombre, lo que hizo aumentar el número de lecciones de Masarnau. Debido al exceso de trabajo, cayó enfermo y decidió dejar Inglaterra e irse a París durante cuatro meses para recuperarse. Fue entonces cuando entabló amistad con Rossini. En 1829, al quedarse solo su padre, se vio obligado a regresar a Madrid, pero no pudo aclimatarse al poco movimiento cultural de la ciudad y abandonó casi toda su actividad.
Decidió volver a París en 1833. Esta segunda estancia en París y Londres duró un año. Durante ese año perfeccionó sus estudios, impartió clases y frecuentó la vida social. Su estado de ánimo se puede resumir con sus propias palabras: 

He visto hoy en el espacio de doce horas escribir a Rossini, conversar con Bellini, al barón de Taylor con sus literatos, a La Place pensando en su viaje alrededor del mundo, a Dumas llevado en triunfo por el éxito de su Angela, a Poulliet, de ciencia tan luminosa como de expansivo carácter, a Alkan escribiendo y tocando su música, a Gomis lleno de esperanzas en su próximo estreno de Le revenant, y a Miró y Esaín quemados de emulación. ¿No se dirá, pues, con verdad que París da la fiebre, aunque sea un leño?

Hacia 1834, se convirtió en amigo íntimo de Charles-Valentin Alkan (como demuestra un intercambio epistolar, a menudo íntimo, que se prolongó durante cuarenta años).
Te amo, menos por la increíble variedad de tus conocimientos, que por ti mismo, por la bondad de tu alma; que es quizá el fruto de tu inusual saber. Te amo, pero con una amistad que no admite ser compartida - una amistad que se parece constantemente al amor fugaz que una mujer apasionada puede sentir por ti durante un momento.

Charles-Valentin Alkan a Santiago de Masarnau (3.1.1835)
Alkan dedicó a Masarnau sus Trois études de bravoure op. 16 de 1837.
Por otra parte, la insistencia de su hermano en su vuelta, debido a las mejores circunstancias políticas, le hicieron regresar a España en agosto de 1834. Una vez en España, consiguió una plaza de maestro como adicto facultativo en el conservatorio. Esta vez sí que llegó a integrarse en la vida social madrileña y participar en las actividades culturales (fue el único músico socio fundador del Ateneo de Madrid).
Celebraba veladas en los salones de su casa, que suponían un centro difusor del repertorio europeo desconocido para la mayoría del público. 
Nuevamente, la mala situación política del país truncó sus esperanzas profesionales y le hizo decidirse por un tercer viaje al extranjero que resultó ser el más largo, seis años. Tras unos meses en Londres se instaló en París. Con 32 años y sin posición fija, su principal objetivo era dedicarse a componer. Empezó a preparar una ópera, Francesca da Rimini, pero, al enterarse de que Donizetti acababa de estrenar una ópera con el mismo nombre sin mucho éxito, decidió dejar el proyecto. Compuso obras para piano basadas en bailes españoles, género que gustaba mucho a los compositores y público extranjero y que cultivaban los compositores españoles en París. Reanudó también su actividad social y convivió con compositores como Alkan quien, a su vez, le presentó a Chopin; con ellos entabló una sólida amistad. A medida que pasaba el tiempo, se consolidaba su situación en París, aumentando sus lecciones y publicaciones. Cramer le dedicó una pieza de piano, a la que Masarnau respondió dedicándole el nocturno Une idée fixe, Op. 22. 
Según indica Quadrado, Felix Mendelssohn estrenó en Berlín con gran éxito La melancolía (the Spleen), Notturno patético Op. 15 a 4 manos. 
A principios de 1842, su hermano Vicente le comunicó la idea de crear un colegio de segunda enseñanza agregado a la universidad y de que Santiago formase parte como profesor. Y le fue convenciendo poco a poco. Masarnau estaba en uno de sus mejores momentos en París pero la insistencia de su hermano, el hecho de que la plaza de profesor de piano estaba dotada con 12.000 reales, la inclusión en el colegio de una cátedra de música que correspondía a sus exigencias y los ánimos de su amigo Juan Nepomuceno Lobo, terminaron por convencer a Masarnau para que volviera a España.

### Últimos años en Madrid
En 1843 se trasladó a Madrid y empezó a colaborar con su hermano en el colegio al que se dedicó por completo. Su vida era cada vez más religiosa, de total recogimiento. Asistía a misa y vestía con sencillez y gravedad, dedicando su tiempo libre a la oración, meditación y lectura de la Biblia. En el colegio ocupó la vicedirección y la clase de música. Para su clase publicó sus tres obras didácticas (véase el apartado Obra). Este período fue uno de los más tranquilos de su vida, aunque seguía trabajando ocho horas diarias. Volvió a integrarse en la sociedad madrileña, aunque con menos fuerza. En 1846 se le dio la efectividad de su nombramiento como gentilhombre de Casa y Boca que hasta entonces había sido honorario, llegando a ser posteriormente y, al menos desde 1868, decano de los mismos. Desde que en 1849 fundó la filial madrileña de las conferencias de San Vicente de Paúl, dejó en segundo plano su actividad musical y se consagró a su vida espiritual y al servicio de los pobres, por lo que ya en vida fue considerado un santo.

## Actividad como crítico musical
Empezó su actividad como crítico en El Artista. Sus artículos muestran la influencia de la ópera italiana en la actividad musical española de la época. La mayoría eran críticas de óperas, aunque también hizo por dar una visión de lo que estaba pasando en Europa, especialmente en París y Londres, instruyendo al público y fomentando el desarrollo musical español. 
Sus críticas de ópera se centraban en la actuación de los papeles principales así como en la calidad de la propia obra. Denunciaba el dominio absoluto de la ópera italiana y el poco lugar que había para la música no operística. También defendió el papel del entonces recientemente creado Real conservatorio de música. 
Realizó artículos sobre obras de compositores españoles como las de Pedro Albéniz o de su amigo Gomis, así como sobre la interpretación de su propia obra para voz y piano ¡Pobre María!. 
Su crítica era inteligente, objetiva y reflejaba sus conocimientos musicales. Y en El Artista demostró estar al día de todas las novedades musicales. Como decía Salazar “las crónicas que escribió en El Artista eran la voz de la conciencia musical más abierta a los cuatro vientos del espíritu.” Su colaboración fue destacada por todos los músicos y estudiosos de la época, como Esperanza y Sola, quien afirma “Sus artículos literarios, escritos en El Artista, eco de los que llevaban la bandera del romanticismo y plantel de renombrados literatos, fueron el principio de la resurrección del buen gusto y de la buena música”.
La edición de El Artista terminó con la Desamortización de Mendizabal en 1836. No obstante, sus colaboraciones posteriores en periódicos y revistas continuaron, aunque de manera esporádica. Entre otras destacan la revista No me olvides y las realizadas en El Español, así como las del Semanario Pintoresco Español.

## Actividad religiosa
Habiendo regresado a París desde Londres, Masarnau tuvo en 1838 una profunda experiencia religiosa, a consecuencia de la cual decidió dedicar su vida a los pobres. En 1839 entró en contacto con la Sociedad de San Vicente de Paúl, fundada por Frédéric Ozanam en 1833 como reacción frente al sansimonismo en forma de organización de laicos católicos dedicada a mejorar la suerte de los pobres. Masarnau se entregó a la actividad de la Sociedad de una de cuyas secciones llegó a ser tesorero, y se orientó más a la composición de música sacra que piezas de cámara. 

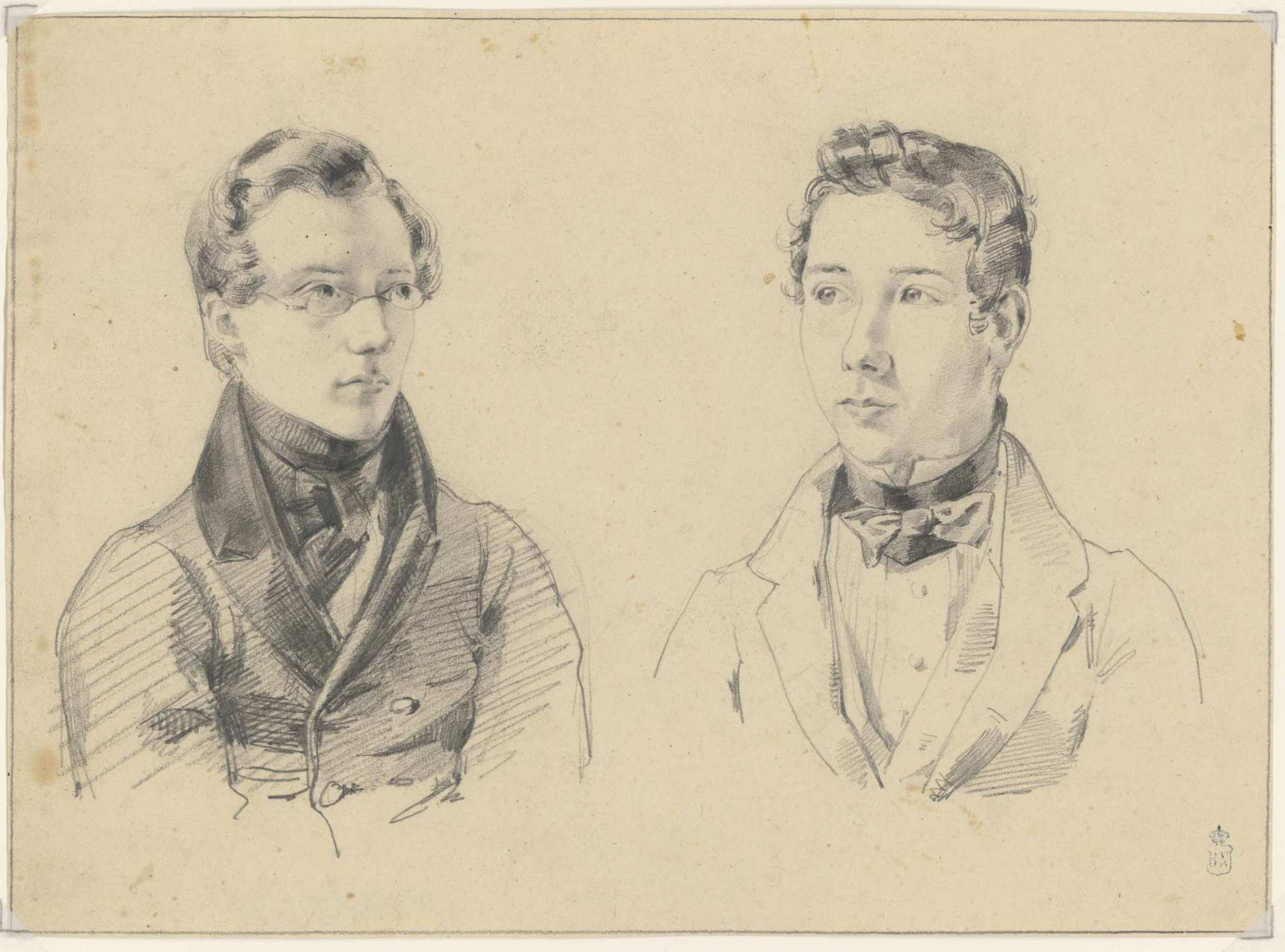
Federico de Madrazo y Kuntz: Retratos de Santiago y Vicente Masarnau, dibujo a lápiz grafito sobre papel agarbanzado. Biblioteca Nacional de España.

Masarnau se estableció definitivamente en España en 1843, reinando ya Isabel II, la hija de Fernando VII. Aunque siguió trabajando como músico, enseñando en la escuela regentada por su hermano Vicente y publicando en revistas de crítica musical y artística, la actividad principal de Masarnau se centró en implantar la Sociedad de San Vicente de Paúl en España. Los inicios de esa obra en España fueron dificultosos por la desconfianza ante una organización extranjera y su carácter aparentemente secular. Superadas las prevenciones iniciales, la Sociedad de San Vicente de Paúl quedó oficialmente constituida en 1850 en Madrid, desde donde se extendió rápidamente por otras ciudades, cuyas secciones tomaron el nombre de conferencias (y de ahí el nombre de "Conferencias de San Vicente de Paúl" con el que habitualmente se conoce a la Sociedad en España). El éxito de la Sociedad no dejó de atraer problemas y las conferencias fueron disueltas por el Gobierno tras la revolución de 1868 e incautados sus bienes. En 1874 se autorizó de nuevo su funcionamiento y Masarnau continuó al frente de la Sociedad hasta su fallecimiento en 1882.
La causa de canonización de Santiago Masarnau se inició en el arzobispado de Madrid el 5 de junio de 1999 y se clausuró 14 de diciembre de 2000. En la actualidad sigue su andadura en Roma. El 21 de enero de 2021 el Papa Francisco ha mandado promulgar el decreto de heroicidad de virtudes por el que se le reconoce como Venerable.

## Obra
Las primeras obras, compuestas en su infancia, fueron los valses y piezas propias que dedicó a la reina en el citado concierto de El Escorial y la misa estrenada en la parroquia de San Justo y Pastor de Madrid. Gemma Salas Villar divide la producción de Masarnau en dos épocas. La primera abarca el período comprendido entre su juventud y los primeros años tras su regreso a España en 1843, y la segunda corresponde al resto de su vida, cuando vivió dedicado a su vida espiritual, relegando su actividad musical al último lugar y siempre dentro del género sacro.
Su primera etapa, iniciada en 1825, se caracteriza por la configuración de su propio estilo. Durante esta época conoció las escuelas pianísticas de la época y se relacionó con gente como Alkan, F. Chopin, G. Meyerbeer, V. Bellini, Bériot, Moscheles, Henselt o Rossini, quienes en parte marcaron las pautas sobre las que luego abrió su propia línea estilística y también los principios pedagógicos que luego plasmó en sus clases y métodos. 
Su principal medio para mostrarse como pianista fue el salón y para este ámbito compuso casi toda su producción que, como era habitual, estaba centrada en el piano.
Los géneros más cultivados por él eran los correspondientes a la producción europea, es decir, la Fantasía, que adoptaban el mismo esquema formal que las Variaciones, los géneros intimistas como la Balada o el Nocturno (directamente relacionados con sus amigos Alkan y Chopin y que fueron totalmente novedosos en la producción pianística española) y las danzas como el Vals, la Polaca o las danzas españolas.

OBRAS DIDÁCTICAS:
- Nuevo método de Solfeo, 1832
- El tesoro del pianista, Carrafa y Lore, 1845
- La llave de la ejecución, o los modelos de pasos para el piano-forte que ejecutados sucesivamente por los doce tonos mayores desarrollan en breve tiempo la ejecución de las manos, asegurando de paso su buena posición y contribuyendo también a la formación del oído, A. Romero, 1883.

OBRAS:
Canciones: 
- ¡Pobre María!, 1835
- Romances antiguos castellanos, 1837
- Balada del cancionero (La miedosa; La libertá; La morena), 1840
- Canto de cuna, 1840
- Domini fanciullo, Balada, 1840
- Le Roi de la montagne, 1840
- Souvenir de Venise, 1840

Piano:
- Le Parnase, Op. 1 (Boosey & Co., 1826)
- Variaciones sobre la Semirámide riconosciuta, OP. 2, (Boosey & Co., 1826)
- la fosantica. Fantasía with variations on the theme “Oh, come da quel di”, Op. 3, (Boosey & Co., 1826)
- Variations on a Spanish Song “Madre la mi madre” by J. Gomis, Op. 4 (Menzani & Hill, 1826)
- The Farewell. Variaciones, Op. 5, (Wills & Royal Musical Repositori, 1827)
- La graziosa. Polacca, Op. 6, (Clementi & Co., 1827)
- Three Scherzini, Op. 7, (Etlatour, 1828)
- Rondó brillante, Op. 9 (Wirms, 1828)
- Le Parnase No., Op. 10 (Willis & Co., 1828)
- Los cantos de las driadas en forma de grandes walses, Op. 11, (Hermoso y Carrafa, 1831)
- La ricordanza. Fantasía con variaciones sobre un tema original para forte-piano, Op. 12 (José León, 1831)
- L'inocente. Polacca, Op. 13 (Wirms, 1831)
- La melancolía (the Spleen). Notturno patético Op. 15 a 4 manos (Carrafa y S. Richault. 1833)
- La ilusión. Fantasía de sentimiento, Op. 16 (Carrafa, 1837)
- Boleras, tiranas y manchegas, Op. 17 (Richault, 1840)
- 3 Morceaux espressifs, Op. 18 (Richault, 1840)
- Polo, zapateado y jota aragonesa, Op. 19 (Richault, 1841)
- Andantino di camera pour le piano, Op. 20 (Richault, 1842)
- Fantasie Pour piano, Op. 21 (Richault, 1842)
- Une idée fixe, Op. 22 (Richault, 1845)
- Ballade para piano, Invraisemblable, mais...historique, No. 1, Op. 23 (Richault, 1845)
- Ballada no. 2, Maria Sterne, Op. 24 (Richault, 1845)
- Ballada no. 3, Découragement, Op. 25 (Richault, 1845)
- Allegretto en Fa mayor
- Andante en Mi b mayor
- Andante religioso en Do menor
- Andante y 4 variaciones en Si b mayor
- Desaliento balada
- Fantasía en Mi mayor
- Fugato en Do menor
- Introducción y Vals en La mayor
- Maestoso en Re menor
- Remeillement et disipation, Balada
- Rondó- Sonata
- Seis Zorzicos para piano
- Sonata en Re mayor
- Sonata en Si b mayor
- Tanda de 7 valses
- Vals en Mi b mayor
- Vals No. 1 en Sol mayor

Violín y piano:
- Variaciones sobre un tema de la ópera “I Capuleti ed I Montecchi” del maestro Bellini compuestas para violín, Op. 40 (1831)

Música religiosa:
- Misa, 1840
- Misa de pastorela, 1880
- Cánticos de la Alemania católica
- Desío, Speme, Rassegnazione, 1838
- Dios salve a la reina
- la Charité. Chants offerts aux communautés de dames et aux maisons d'éducation. Chants latins (Delegrave).

## Enlaces
- Partituras libres de Santiago Masarnau Fernández en el Proyecto Biblioteca Internacional de Partituras Musicales (IMSLP).